# Епишевская волость
Епишевская волость — административно-территориальная единица в составе Рославльского уезда Смоленской губернии. Административный центр — село Епишево.

## История
Волость была образована в ходе реформы 1861 года.
В ходе укрупнения волостей, в 1922 году к Епишевской волости была присоединена территория упразднённой Сергиевской волости.
В 1924 году Епишевская волость была упразднена, а её территория разделена между Пригорьевской и Сещенской волостями (в Сещенскую волость вошла преимущественно территория бывшей Сергиевской волости).
Ныне почти вся территория бывшей Епишевской волости входит в Рославльский район Смоленской области; небольшая часть относится к Дубровскому району Брянской области.

## Населённые пункты
По состоянию на 1904 год, в состав волости входили следующие населённые пункты:
- деревня Артюхово
- деревня Афонино
- усадьба Афонасово (Бутырки)
- деревня Бобоедово
- усадьба Бобоедово
- усадьба Бобоедово
- усадьба Бобоедово
- деревня Будвинец
- будка Р.-О. ж.д. на 224 версте
- будка Р.-О. ж.д. на 225 версте
- будка Р.-О. ж.д. на 227 версте
- будка Р.-О. ж.д. на 228 версте
- будка Р.-О. ж.д. на 229 версте
- деревня Бутырки (Афонасово)
- водяная мельница Бутырки
- усадьба Бутырки
- хутор Бутырки (Афонасово)
- хутор Воронецкий
- село Епишево
- хутор Епишево
- деревня Ивакина Тросна
- деревня Исаева Тросна
- деревня Комаревка
- деревня Костюшково
- посёлок Лаврово
- хутор Ложков
- водяная мельница Ложковская
- сторожка Лесная дача
- деревня Макаровка
- хутор Марьинское
- усадьба Михайловское (Артюхово)
- деревня Новые Фоминичи
- хутор Пашино
- деревня Петраково
- деревня Погост
- усадьба Погост
- деревня Прокшино
- деревня Раковка (Старые Фоминичи)
- деревня Рудный Климовец
- деревня Слепцово
- лесная дача Слепцовская
- сторожка Сорневская
- усадьба Спасское (Завитец)
- деревня Старый Крупец
- деревня Староселье
- деревня Старые Фоминичи
- усадьба Староселье
- усадьба Старые Фоминичи
- хутор Сурновка (Петраково)
- усадьба Темировское (Заречье)
- деревня Турово
- усадьба Турово
- деревня Усо-Фоминичи
- усадьба Фоминичи
- усадьба Фоминичи
- хутор Язвиц
- посёлок Яловец (Зуевка)